# Flight Deck (California's Great America)
Flight Deck (anteriormente Top Gun) es una montaña rusa invertida de acero ubicada en California's Great America en Santa Clara, California. Construida por Bolliger & Mabillard y diseñada por Werner Stengel, la montaña rusa hizo su debut el 20 de marzo de 1993 como Top Gun. La montaña rusa se construyó cuando Paramount, que había comprado el parque temático Great America en 1992 junto con varios otros parques, los Paramount Parks, buscaba expandir sus oportunidades de entretenimiento y promover sus películas. Después de que Paramount vendió su parque Great America a Cedar Fair, la montaña rusa pasó a llamarse Flight Deck.
Flight Deck alcanza una altura máxima de 100 pies (30 m), con una velocidad máxima de 50 mph (80 km/h) y una longitud total de vía de 2,260 pies (690 m). La montaña rusa fue el segundo modelo invertido de Bolliger & Mabillard que se construyó. Originalmente con una temática de la película Top Gun, la montaña rusa estaba ambientada en un portaaviones con varias pantallas. Tras su apertura, la montaña rusa recibió críticas en su mayoría positivas de críticos e invitados.

## Historia
Paramount Communications Inc. anunció sus intenciones de comprar Kings Entertainment Company por $400 millones el 31 de julio de 1992. La adquisición planificada vería la transferencia de cuatro parques temáticos de propiedad u operados por Kings Entertainment Company bajo la marca Paramount, que incluía Great America. Paramount fue una de varias empresas de entretenimiento que adquirirían o comprarían participaciones en parques de diversiones para expandir las oportunidades de entretenimiento en vivo y promover películas. Se esperaba que Paramount desarrollara atracciones basadas en películas y franquicias como Top Gun, Star Trek o La familia Addams.
Great America se convirtió en Paramount's Great America bajo los Paramount Parks recién formados, que planeaban expandir los elementos temáticos en su parque, incluida la adición de una atracción Top Gun para abrir en marzo de 1993. La atracción Top Gun sería una montaña rusa invertida de acero, tendría una longitud de 2260 pies (690 m), y presentan una cola temática elaborada. La construcción de la estación estaba en marcha en enero de 1993. Top Gun luego abrió con el parque el 20 de marzo, la primera temporada operativa bajo Paramount y la 18 para Great America. Top Gun fue una de varias atracciones inspiradas en películas que se abrieron durante la temporada de 1993, que incluyeron Batman: The Ride en Six Flags Great Adventure, Jaws en Universal Studios Florida y Back to the Future: The Ride en Universal Studios Hollywood. Después de que Paramount vendió Great America a Cedar Fair en 2006, se eliminó la temática de Top Gun y se cambió el nombre a Flight Deck.

## Experiencia de viaje
El tren sale haciendo un pequeño giro a la derecha saliendo de la estación, subiendo la colina de elevación de cadena de 100 pies (30 m). La caída en la cima de la colina comienza con un giro brusco a la izquierda. Después de la caída inicial de 91 pies (28 m), el tren alcanza su velocidad máxima de 50 mph (80 km/h). El tren entra en un bucle vertical, luego realiza un giro de 270 grados hacia la derecha antes de sumergirse hacia abajo y hacia arriba en un giro de gravedad cero. Después de la inversión, el tren hace una breve inmersión y luego se inclina a la izquierda para girar a la derecha. Luego, el tren maniobra hacia una caída poco profunda, seguida inmediatamente por un tirabuzón. Al salir del sacacorchos, el tren ingresa a un giro de 270 grados a la izquierda sobre un estanque antes de girar a la derecha hacia la estación y el recorrido del freno. Un ciclo de montaña rusa tarda alrededor de dos minutos y veintiséis segundos en completarse.

## Características
Flight Deck es un modelo personalizado de montaña rusa invertida fabricado por Bolliger & Mabillard (B&M) y diseñado por Werner Stengel. Al abrir, la montaña rusa fue el segundo modelo de montaña rusa invertida de B&M que se construyó. Flight Deck opera con dos trenes. Cada uno de los dos trenes tiene capacidad para 28 pasajeros, dispuestos en siete filas con cuatro en una sola fila. Cada asiento cuenta con un sistema de sujeción sobre el hombro. La montaña rusa ejerce 4,5 fuerzas g sobre sus pasajeros. Flight Deck tiene una longitud total de pista de 2260 pies (690 m) Flight Deck se volvió a pintar en 2014 para presentar una pista roja y un esquema de color de soporte blanco.
La montaña rusa original tenía como tema la película Top Gun. La montaña rusa en sí representaba al F-14 Tomcat que el personaje de Tom Cruise pilotaba, y se decía que los invitados se reunían para un conflicto militar. El área de la cola presentó varias exhibiciones de un portaviones, incluyendo una torre, instalaciones de almacenamiento y un motor. El área de cola reprodujo canciones de la banda sonora de la película, así como fragmentos de voz de la película. Se creó un gran mural que representaba «Fightertown, USA», un homenaje a la Estación Aérea de Miramar, en un lado y un portaaviones en el otro. La estación representaba la cubierta de vuelo del portaaviones, con operadores de paseo adornados con uniformes relevantes. Cuando se cambió el nombre a Flight Deck, la montaña rusa recibió un nuevo esquema de color. Durante la temporada baja de 2021, el parque revitalizó el área de la fila para restaurar la temática clásica de los aviones.

## Incidentes y accidentes
Un hombre de 24 años murió en el sitio de Top Gun el 7 de septiembre de 1998. La esposa del hombre había perdido su sombrero mientras viajaba en la montaña rusa, y el hombre se había metido debajo de una sección de la vía para recuperarlo. Un oficial del parque dijo que la víctima tuvo que pasar por una puerta marcada como «No entrar» y cruzar una valla de 6 pies (1,8 m) para entrar en la zona donde había caído el sombrero. Allí, fue golpeado en la cabeza por el pie de una mujer de 20 años que montaba en la montaña rusa. La mujer fue tratada en un hospital local por una pierna rota. Se dijo que el hombre, que estaba de visita desde México, solo hablaba español y no podía leer las señales de seguridad en inglés que se mostraban. Murió una hora después de ser golpeado.
Un empleado que trabajaba en Flight Deck resultó gravemente herido después de ser atropellado por un tren que se dirigía a la estación de la montaña rusa el 12 de junio de 2015. Un pasajero de la montaña rusa también resultó herido y sufrió lesiones en las manos y las piernas cuando el empleado recuperó un artículo en el camino del tren. La montaña rusa permaneció temporalmente cerrada a partir de entonces en espera de una investigación. Posteriormente, Cedar Fair recibió una multa de $ 70 200 por parte de la División de Seguridad y Salud Ocupacional de California en relación con ocho violaciones de seguridad, dos relacionadas con el accidente.

## Recepción

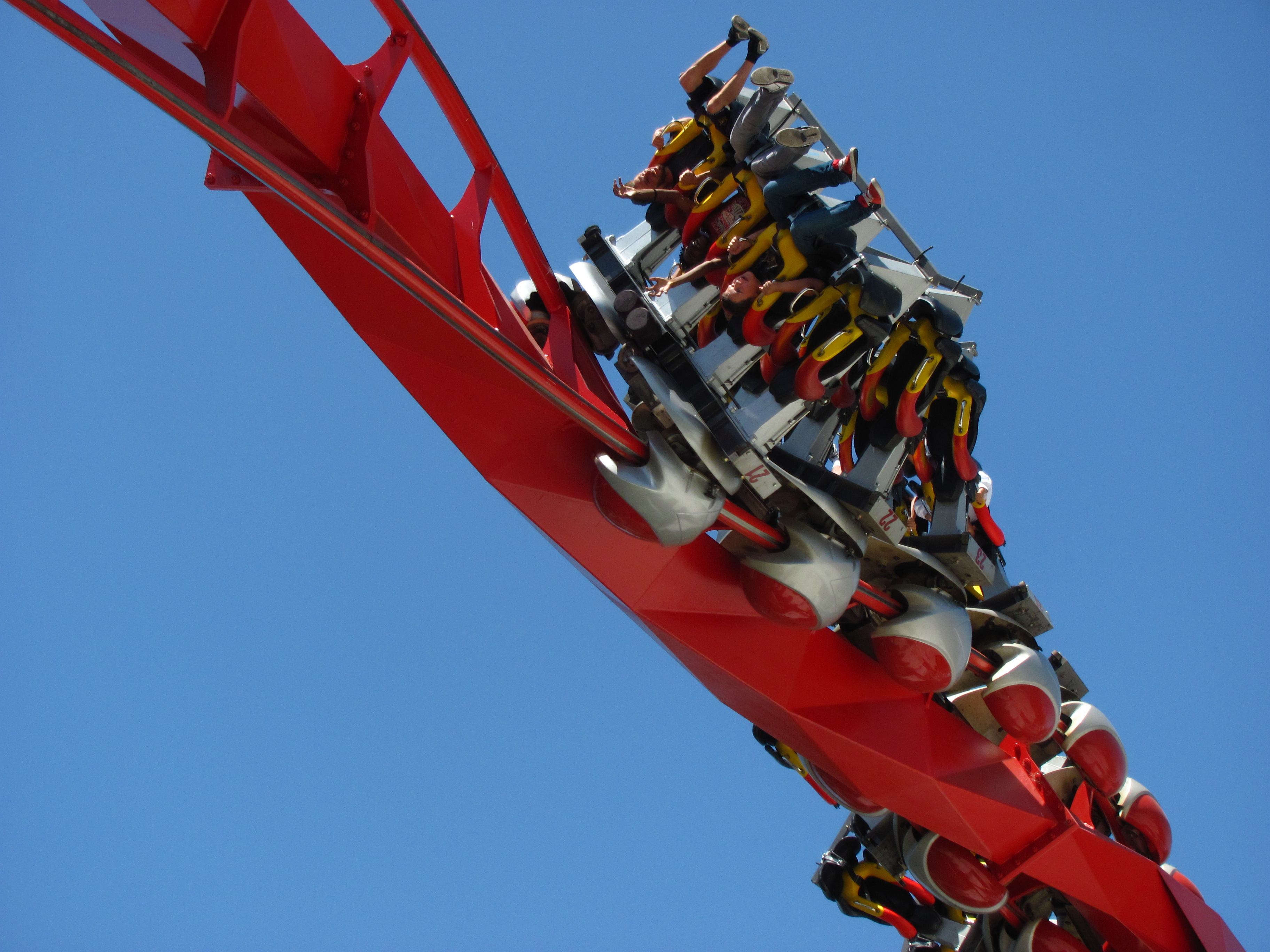
Un tren de Flight Deck atravesando el giro de gravedad cero.

Tras su apertura, la montaña rusa recibió críticas generalmente positivas de críticos e invitados. Cheri Matthews, escritora de The Modesto Bee, notó las reacciones de los invitados a la montaña rusa, con un miembro de American Coaster Enthusiast afirmando que era su «montaña rusa de acero favorita» y otro invitado exclamó que era mejor que la montaña rusa de acero cercana Vortex. Matthews también registró las reacciones de varios pilotos a la montaña rusa, con un expiloto de la Fuerza Aérea de los Estados Unidos afirmando que la experiencia del viaje no fue insatisfactoria, y un comandante de la Armada de los Estados Unidos señaló que era similar a un avión de combate, especialmente el bucle vertical sin las fuerzas g.
Susan Young, una escritora del Oakland Tribune, notó cómo sintió un subidón de adrenalina a través de la temática del área de la cola y la montaña rusa superior. Al final de la montaña rusa, Young comentó que Top Gun era «pura euforia», habiendo restaurado por completo su interés en las montañas rusas. Leigh Grogan, escritora de The Sacramento Bee, comentó que, «a pesar de ser fanática de las montañas rusas de madera de toda la vida», le dio «altas calificaciones» a la experiencia temática de la montaña rusa, satisfecha con el viaje y sus fuerzas g. Debra Salonen, que escribe para Merced Sun-Star, notó positivamente la suavidad, la velocidad y la emoción de la montaña rusa, y simplemente concluyó que era un «wow». Leah Smith, reportera del Press-Tribune, comentó sobre los elementos «impresionantes» de la montaña rusa junto con la temática detallada que los visitantes podrían esperar esperando el viaje.